# إرنست ساكس جونيور
إرنست ساكس جونيور (بالإنجليزية: Ernest Sachs Jr)‏ من مواليد 1916 وتوفى عام 2001 وهو جراح أعصاب أمريكي. كان حفيد مؤسس غولدمان ساكس، وهو طبيب أعصاب في مركز هيتشكوك الطبي التابع لكلية دارتموث منذ 30 عاما. بحث في سبب الفصام وكذلك متلازمة رامزي هانت وأورام الدماغ وإصابات الرأس.

## حياته
ولد إرنست ساكس جونيور في 2 أكتوبر 1916 في سانت لويس (ميزوري). وكان والده، إرنست ساكس جراح أعصاب. كانت والدته ماري ساكس كاتبة وشاعرة. كان لديه شقيق يُدعى توماس ساكس، الذي أصبح أستاذا للفيزياء في جامعة فيرمونت. كان جده ساكس، ماركوس غولدمان، مؤسس غولدمان ساكس.
تلقى ساكس تعليمه في مدرسة سانت لويس القطرية. ثم تخرج من جامعة هارفارد في عام 1938، وحصل على شهادة الطب من مدرسة طب هارفارد في عام 1942. كان متدربا تحت إشراف الدكتورة بارني بروكس وكوب بيلشر في المركز الطبي لجامعة فاندربيلت.
انضم ساكس إلى القوات البرية للولايات المتحدة في نهاية الحرب العالمية الثانية، وهبط في نورماندي في يونيو 1944. خدم في معركة الثغرة، وكان حاضرا في تحرير معسكر الاعتقال بوشنوالد. وقد حصل على ميدالية النجمة البرونزية لخدمته.

## عمله
بدأ ساكس حياته المهنية كأستاذ مساعد في جراحة المخ والأعصاب في جامعة تولين. بعد عام واحد، أصبح جراح أعصاب في مركز دارتموث هيتشكوك الطبي في حرم كلية دارتموث في عام 1950. ثم شغل منصب رئيس قسم جراحة المخ والأعصاب في كلية دارتموث. وكان أستاذ زائر في علم الأعصاب في جامعة أنقرة في تركيا في فصل الربيع من عام 1966.عمل كطبيب في دورة الألعاب الأولمبية الشتوية 1980.
بحث ساكس عن سبب الفصام. كما درس متلازمة رامزي هانت وأثرها على العقدة الركبية. بالإضافة إلى ذلك، درس وجود الأسيتيل كولين في السائل النخاعي، و «اكتشف السيروتونين في حالات أورام المخ» بعد رؤية العديد من حالات إصابات الرأس بسبب رياضة التزلج، عمل ساكس على إنشاء خوذات واقية للتقليل من مخاطر الإصابات.
دعم ساكس استخدام حزام الأمان في السيارات في وقت مبكر من عام 1963. وبحلول عام 1972، تم تعيينه في لجنة نيو هامبشاير لسلامة المرور. بالإضافة إلى ذلك، شغل منصب رئيس جمعية نيو نيجلاند لأمراض الأعصاب. وكان زميلا في كلية الجراحين الأمريكية.

## حياته الشخصية وموته
تزوج ساكس من جين أوسوليفان في عام 1943. كان لديهم أربعة أبناء (إرنست ساكس وكريستوفر ساكس وجيمس ساكس وروبرت د. ساكس) وابنتان (آن ساكس وباتريشيا ساكس). كانوا يقيمون في هانوفر (نيوهامبشير) من عام 1950 حتى وفاته. كان ساكس عضوا في نادي هارفارد في نيو هامبشاير، ونادي نورفورد ليك، وأديرونداك فورتي-سيكسرس، وجمعية المريخ.
توفي ساشس في 3 ديسمبر 2001. أُقيمت جنازته في كنيسة رولينز في هانوفر (نيوهامبشير) في 8 ديسمبر 2001.